# 이승재 (축구 선수)
이승재(1998년 2월 6일 ~ )는 대한민국 출신의 축구 선수로, 포지션은 공격수이다. 현 화성 FC 소속이다.

## 클럽 경력
2019시즌을 앞두고 FC 서울에 입단했다.
2021시즌을 앞두고 K리그2의 충남 아산 축구단으로 이적했다.
2022년 7월 8일, 작년에 이어 충남 아산 축구단으로 다시 임대되었다.
2023 시즌을 앞두고 충북 청주 FC로 임대 이적하였다.

## 수상 내역

### 개인
- 2010년 23회 차범근 축구상 대상[3]